# (33644) 1999 JT82
1999 JT82 (asteroide 33644) é um asteroide da cintura principal. Possui uma excentricidade de 0.05696400 e uma inclinação de 15.49987º.
Este asteroide foi descoberto no dia 12 de maio de 1999 por LINEAR em Socorro.